# Trollius altissimus
Trollius altissimus är en ranunkelväxtart. Trollius altissimus ingår i släktet smörbollssläktet, och familjen ranunkelväxter.

## Underarter
Arten delas in i följande underarter:
- T. a. altissimus
- T. a. deylii